# کارل فینیگان
کارل فینیگان (انگلیسی: Carl Finnigan؛ زادهٔ ۱ اکتبر ۱۹۸۶) بازیکن فوتبال اهل بریتانیا است.
از باشگاه‌هایی که در آن بازی کرده‌است می‌توان به باشگاه فوتبال نیوکاسل یونایتد، باشگاه فوتبال گیتزهد، باشگاه فوتبال سنت جانستون، باشگاه فوتبال فالکیرک، و باشگاه فوتبال داندی اشاره کرد.